# Badambura
Badambura – tradycyjne, aromatyczne, wielowarstwowe, nadziewane ciastko charakterystyczne dla kuchni azerskiej. 
Nazwa oznacza „ciasto migdałowe”, co bezpośrednio odnosi się do głównego składnika nadzienia: „badam” (migdał). Jest to wypiek szczególnie związany z ważnymi wydarzeniami kulturalnymi i codziennymi rytuałami Azerów.
Główne składniki ciasta to mąka pszenna, śmietana, masło, migdały, drożdże, cukier i mielony kardamon. Niektóre przepisy wskazują również na użycie jaj, szczypty soli, cukru waniliowego, ciepłego mleka i masła klarowanego do smarowania poszczególnych warstw ciasta. Możliwe jest (wbrew nazwie) zastąpienie migdałów orzechami laskowymi lub mieszanką różnych orzechów.

## Galeria

Badambura
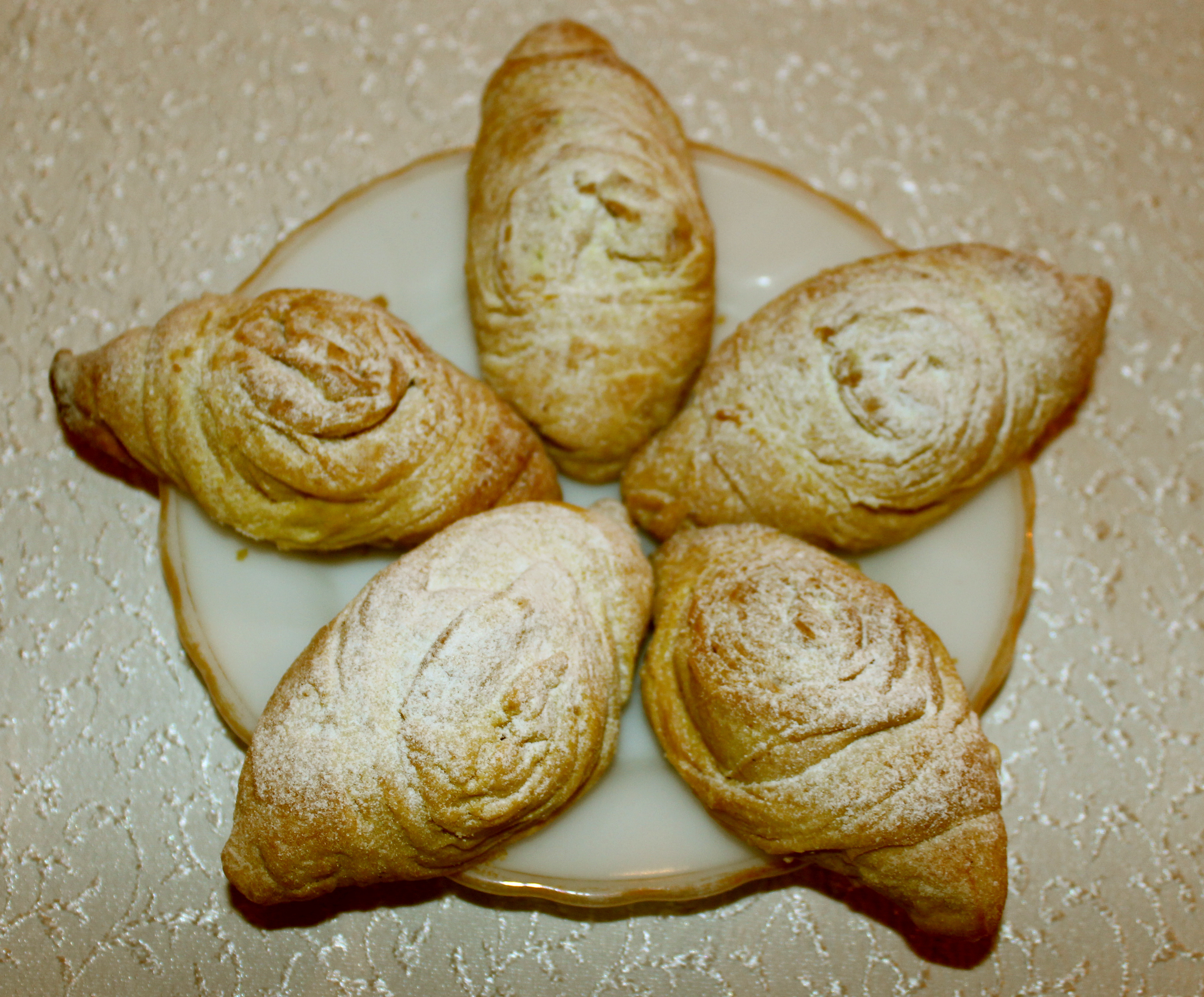
Badambura z cukrem pudrem